# Gregorio Millán Barbany
Gregorio Millán Barbany (Barcelona, España, 4 de abril de 1919 - Madrid, 26 de noviembre de 2004) fue un ingeniero aeronáutico y profesor de la Escuela Técnica Superior de Ingenieros Aeronáuticos. Perteneció al Instituto Internacional de Combustión y fue Consejero Científico de Astronáutica Acta de la F.A.A. También fue director general de Enseñanzas Técnicas del Ministerio de Educación Nacional desde 1957 hasta 1961 y miembro de la Real Academia de las Ciencias Exactas, Físicas y Naturales y presidente de su sección de Ciencias Exactas.
Desarrolló cursos y conferencias, en los que ha expuesto trabajos de investigación, en diversos centros de Francia y Estados Unidos.
Desde 1953 dirigió un grupo de trabajo relacionado con investigaciones de combustión, especialmente para el estudio de llamas, gotas y chorros, en el Instituto Nacional de Técnica Aeronáutica Esteban Terradas. Obtuvo el premio Francisco Franco de Investigación Científica en 1958.
Fue presidente desde 1961 de la Sociedad Española de Construcciones Babcock-Wilcox (que en 1977 atravesó una fuerte crisis siendo el presidente) y de Babcock & Wilcox de Portugal. 